# 甘尼夫卡 (埃米利奇涅區)
50°53′38″N 28°2′44″E / 50.89389°N 28.04556°E
甘尼夫卡（烏克蘭語：Ганнівка），是烏克蘭北部的村莊，隸屬日托米爾州的茲維亞赫爾區。該村面積0.46平方公里，海拔高度206米，2001年人口61，人口密度每平方公里132.61人。